# Pachycephala jacquinoti
El silbador de Tonga (Pachycephala jacquinoti) es una especie de ave paseriforme de la familia Pachycephalidae.

## Descripción
Posee una apariencia similar al silbador dorado, pero la cabeza y garganta del macho es completamente negra, y las partes inferiores de la hembra son amarillas.

## Distribución geográfica y hábitat
Es endémica de las islas Vava'u y Late, en Tonga.
Se lo encuentra principalmente en los bosques tropicales primarios, aunque también a veces se lo puede observar en plantaciones secundarias o leñosas. Se encuentra amenazado por pérdida de hábitat.